# Cigány irodalom
A cigány irodalom vagy roma irodalom a nemzetközi cigányság irodalma, egyaránt ideértve a roma írók cigány és nem cigány nyelveken írt alkotásait. Ebben az értelemben a „cigány irodalom” kifejezés mellett adott esetben indokolt a „cigány irodalmak”, „roma irodalmak”, „cigányság irodalmai” kifejezések használata is.

## A cigány irodalom nyelvek szerint

### Cigány nyelvű cigány irodalom
A cigány nyelven alkotó európai roma költők és írók folyamatosan és tudatosan figyelemmel kísérik egymás tevékenységét, nem ritkák a személyes ismeretségek, barátságok sem. A földrajzi széttagoltság ellenére mondhatni, hogy a cigány nyelven írók egy szellemi műhelyt alkotnak. Ez teremti meg az alapját az autochton cigány nyelvű irodalom létezésének, megszületésének és folyamatos újjászületésének.
A cigány nyelven alkotó írók ritka kivételtől eltekintve a másik nyelvükön is alkotnak és természetszerűleg fordítanak is. A világirodalom alapművei mellett hangsúlyt fektetnek a nem cigány nyelven író roma költők, írók műveinek cigány nyelvre fordítására is.
Cigány nyelven alkotó írókkal szinte bármely országban találkozunk, azonban a cigány nyelvű cigány irodalom fontosabb gócpontjai a következő országokban alakultak ki:
- Szovjetunió az 1920-as, 30-as években.
- Jugoszlávia az 1970-es, 80-as években.
- Magyarország az 1980-as évektől napjainkig.
- Olaszország az 1980-as évektől napjainkig.

Cigány nyelven (is) írnak:

Dezider Banga • Luciano Carri • Olimpio Cari • Choli Daróczi József • Rajko Djurić • Nyina Alekszandrovna Dudarova • Vojtěch Fabián • Michele Fontatna • Lee Fuhler • Wladislaw Jakowic "Miklo" • Predrag Jovičić • Ali Krasnić • Vittorio Mayer Pasquale • Ilko Mazur • Bruno Morelli • Nagy Gusztáv • Jevdokija Orlova • Jovan Nikolić • Nyikolaj Alekszandrovics Pankov • Olga Ivanovna Pankova • Paola Schöpf • Rostás-Farkas György • ij. Rostás-Farkas György • Seladin Saliesori • Rasim Sejdić • Ruva Farkas Pál . Santino Spinelli • Nyikolaj Szatkijevics • Vesho-Farkas Zoltán • Alekszandr Vjecseszlavovics Zsermano • Bronisława Wajs "Papusa" és még sokan mások...

### A nem cigány nyelvek cigány irodalma
A roma alkotók nem cigány nyelven íródott művei egyszerre két kontextusban helyeződnek el: részei az adott nyelv irodalmának, és ugyanakkor a cigány irodalomnak is. A kétfajta kötődés általában más típusú: például Lakatos Menyhért Füstös képek című regénye más helyet és szerepet kap a magyar irodalomban, mint a nemzetközi roma irodalmi és tágabb szellemi közegben. A nem cigány nyelven írt művek ilyen kötődései nem csak funkcionálisan, de esetenként intenzitásukban is különböznek.
1. A nyelvi közeg alapvetően határozza meg a mű hovatartozását: teljes mértékben részét képezi annak az irodalomnak, amely nyelven megszületett.
2. Az, hogy ezzel párhuzamosan mennyire képezi részét a cigány irodalmi korpusznak is, az az alkotó személyétől, személyiségétől függ. Nyilvánvalóan más a nexus egy cigányságát napi szinten megélő írónál, más annál, akinél a roma származás már csak egyfajta – jó vagy rossz – emlék, és megint más egy eredeti közösségével már semmilyen kapcsolatban sem lévő alkotónál, aki már a „gádzsók szemével” látja a világot.

- Angol nyelvű cigány irodalom

Irodalomtörténészek szerint az angliai roma irodalom atyja John Bunyan, aki egyben a korabeli angol irodalom kiemelkedő alakja is. (Származása körüli vita legalább az 1880-as évekig visszavezethető.) Félig letelepedett üstfoltozó családba születik bele, apja mesterségét továbbviszi. Életének lényegét azonban a hitének megélése, a Biblia tanulmányozása és az igehirdetés teszi ki. Életrajzi írása a Grace Abounding to the Chief of Sinners – Bővölködő kegyelem, kiemelkedő írása pedig a bibliai idézetek aktualizálásával, allegorikus szereplők felvonultatásával megírt tanító célzatú "kalandmese" a The pilgrim's progress – A zarándokút. A modernkori angliai roma irodalom atyja Bramwell Glyn Evens-Romany, aki 1934-től a BBC roma adásának szerkesztője volt. Több tanulmánykötetet írt, némelyiket csak halála után adták ki. Életrajzát felesége Eunice Evens írta meg. Említeni kell még a két autodidakta irodalmárt, Eli Frankhamot és Tom Odleyt akik témájukat a vándor életmódból merítik. Angol nyelven ír Ronald Lee kanadai novellista is.
- Bolgár nyelvű cigány irodalom

Bulgáriában Uzin Kerim, Sali Ibrahim és Asszen Merkov költészete jelentős. Az újabb nemzedékhez tartozik Mihail Petrov, Georgi Parusev, Hriszto Hristzov, Petro Malinov, Jasar Malikov, Demir Aliev és Aleksazndar Angelov.
- Cseh nyelvű cigány irodalom

A cseh nyelvű roma irodalom kevésbé jelentős, mint a szlovákiai, ez a két roma közösség eltérő létszámával hozható összefüggésbe. Az egykori közös haza miatt létezik némi átjárás a cseh és szlovák nyelvű cigány irodalom között. Vojtěch Fabián szlovákiai származású, de Prágában él. Verseket ír cigány, szlovák illetve cseh nyelven. Említésre érdemes Bartoloměj Daniel, aki a versírás mellett elsősorban a cigányság életét bemutató tanulmányokat ír.
- Finn nyelvű cigány irodalom

Kiemelkedő alakja Veijo Baltzar. Öt regény és négy drámát írt eddig, a kevés roma drámaírók egyike. Emellett számos rádió- és tévéjáték forgatókönyvét, valamit az Orli című operát is ő írta. Mindezek mellett, tanulmányokat, vitairatokat ír, rendezvényeket szervez. Henry Hedman, Miranda Vuolasranta és Valfrid Äkerlund a költészet élvonalába tartoznak.
- Francia nyelvű cigány irodalom

Francia nyelven a legtermékenyebb roma író Mateo Maximoff. Hét regényt írt, melyek közül az Les Ursitory – Párkák a legkiemelkedőbb, melyben a roma hiedelemvilág motívumai élnek tovább. Megjelentetett három elbeszéléskötetet, közülük a Routes sans roulottes – Utak cigányszekerek nélkül a saját népe történetét jeleníti meg. Ezeken túlmenően írt verseket és tanulmányokat is. Cigányul ugyan nem alkotott, de az Újszövetséget lefordította cigány nyelvre. Meg kell még említeni a festő Sandra Jayat nevét, aki verseket ír, és a Litvániából áttelepült Vania de Gila-Kocshanovskit aki szubjektív történelmi tárgyú prózájával jelentkezett az olvasók előtt. Jean-Marie Kerwich és Alexandre Bouglione Rromanés köteteikkel egy új műfaj, a "költői anekdota-gyűjtemény" alapjait rakták le.
- Lengyel nyelvű cigány irodalom

Lengyel nyelven nem alakult ki cigány irodalom, meg kell azonban említeni Bronisława Wajs "Papusa" költőnőt, aki cigány nyelven írt. Művei természetesen lengyel fordításban is megjelentek.
- Lett nyelvű cigány irodalom

Karlis Rudevics és Leksa Manu (orosz nevén Alekszandr Belugin) költők a legjelentősebbek. Leksa Manu számtalan tanulmányt is ír a roma kultúráról, valamint lefordította cigány nyelvre a Rámájanát.
- Magyar nyelvű cigány irodalom

A magyar nyelvű roma irodalom meglehetősen gazdag. Choli Daróczi József és Rostás-Farkas György valamint Ruva Farkas Pál két nyelven írnak; emellett magyar verseket, illetve magyar nyelvű cigány költészetet fordítanak cigány nyelvre. Nagy Gusztáv is mind költőként, mind műfordítóként ismert. A fiatalabbak nemzedékhez tartozik a cigányul író Vesho-Farkas Zoltán, aki a elsőként a teljes Bibliát is lefordította lovári nyelvre, illetve a Sorstalanság társfordítója, ifj. Rostás-Farkas György, akinek szintén jelent már meg saját kötete. Csak magyarul alkotó prózaíró az úttörőnek számító Lakatos Menyhért, valamint követői-pályatársai Osztojkán Béla és Holdosi József. A magyarul alkotó költők közül a néprajzkutató Bari Károly az egyik legjelentősebb, aki politikai verseiért börtönbe is került az 1970-es években. Balogh Attila, Horváth Gyula, Szécsi Magda, Kovács József Hontalan, akinek első verseskötete 1991-ben jelent meg Ismeretlen cigány ének címmel, amelynek előszavában így írt: „Vallom és vállalom, hogy rajtam két aranypánt van: az egyik a magyar kultúra, a másik a cigányságom.” A fiatalabb generációhoz tartozó Káli-Horváth Kálmán és Jónás Tamás nevének említésével a felsorolás korántsem teljes. 
- Német nyelvű cigány irodalom

Legkiemelkedőbb alakja a svájci jénis származású Mariella Mehr. A "Steinzeit" című önéletrajzi regényével került az érdeklődés középpontjába, de írt más regényt, drámákat, kiadott esszékötetet és verseskötetet egyaránt. Szintén jénis származású az ausztriai Romedius Mungenst, aki német és jénis nyelven egyaránt ír verseket. Az ausztriai Ceija Stojka, a németországi Philomena Franz és Josef Muscha Müller emlékiratai a porajmos témáját dolgozzák fel. Frithjof Hoffmann iszlám hitre térve a Tareq Abdullah nevet veszi fel. Verseket ír, de változatos útiélményeit prózában dolgozza fel. Melani Spitta több díjnyertes filmnek írta a forgatókönyvét.
- Olasz nyelvű cigány irodalom

Az úttörőnek számító Silvio Tanonit leszámítva az alkotók "Mauso" Olimpio Cari, "Hexo" Luciano Cari, "Spatzo" Vittorio Mayer Pasquale, "Joška" Michele Fontana, "Alexian" Santino Spinelli, Paola Schöpf és Bruno Morelli mind cigány, mind olasz nyelven alkotnak, elsősorban verseket írnak. Spinelli és Mayer Pasquale emellett zenélnek, Morelli és Olimpio Cari festőként is elismert. Olasz nyelven jelennek meg az egykori jugoszláviai roma írók versei, történetei, színdarabjai, mint Čizmić Fadil, Čizmić Fikret, Čizmić Kasim, Čizmić Odisei, Sejdić Medo, Sejdić Rasim és Sejdić Safet közös kötetében.
- Orosz nyelvű cigány irodalom

Az oroszországi roma irodalom virágkora az 1920-as, 30-as években volt. A szovjet rendszer eleinte zöld utat adott általában a kisebbségi kulturális életnek – így a romának is – de később a sztálini diktatúra elfojtotta a kezdeményezések nagy részét. Az olyan íróknak, költőknek mint Alekszandr Vjecseszlavovics Zsermano, Nyina Alekszandrovna Dudarova, Nyikolaj Alekszandrovics Pankov, Olga Ivanovna Pankova, Mihajlo Bezljudszko, Nyikolaj Szatkijevics, Jevdokija Orlova, Rom Lebegyev vagy Ivan Romano, elsősorban a cigány nyelv ápolása volt a fő céljuk. Cigányul írtak, oroszból fordítottak cigányra, cigány iskolát nyitottak és folyóiratot alapítottak. Műveiket természetesen oroszra is lefordították.
- Román nyelvű cigány irodalom

Nicolae Lenghescu-Cley, Gheorghe Păun-Ialomiţeanu és Luminiţa Mihai Cioabă jelentették sokáig a romániai cigány irodalmat, azonban az utóbbi néhány évben sok újabb tehetség került felszínre, mint például Nicolae Bobu, Irén Gábor-Zrínyi, Alexandra Etveş, Vasile Ionescu, Maria Ursu, Delia Grigore, Camelia Stănescu, Dezideriu Gergely, "Elvis" (Tudor Lakatos), Alexandru Ruja–Gribusyi, Marius Lakatos, Sorin Sandu Aurel, Ionuţ Anghel, Isabela Bănică, Petre Petcuţ, George Lăcătuş, Nadia Lazăr és még sokan mások. A román nyelvű cigány irodalom – romániai cigány nyelvű irodalommal párhuzamosan – jelenleg van kibontakozóban.
- Spanyol nyelvű cigány irodalom

José Heredia Maya a Granadai Egyetem Flamenco Tanszékén tanít. Több verseskötetet jelentetett meg, valamint egy nagy sikerű, zenés-táncos színdarabot írt, saját versei felhasználásával. A történelmi darab az évszázadokon át tartó faji alapú hátrányos megkülönböztetés, a kirekesztés témáját dolgozza fel. Az Un gitano de ley című oratóriuma Ceferino Giménez Malla életének és halálának történetét örökíti meg. Joaquín Albaicín novellista a mítoszok és mondák világán keresztül ábrázolja a cigányság történelmét és jelenkorát. Spanyolország kapcsán meg kell említeni a népköltészet és műköltészet határán lévő terjedelmes flamenco-költészetet is, mely mind káló, mind spanyol nyelven virágzik.
- Svéd nyelvű cigány irodalom

Katharina Taikon cigány népmesei ihletésű történeteit elsősorban a gyerekeknek írja. Az ő nyomdokait követve, de cigány nyelven ír Wladislaw Jakowic "Miklo". O Tari thaj e Zerfi – Tari és Zerfi című alkotása igen kedvelt a romák körében.
- Szerb illetve horvát nyelvű cigány irodalom

Az egykori Jugoszlávia roma irodalma igen gazdag. Az első ismert költőnő Gina vagy Gipa Ranjilić akinek 1891-ben Svédországban adják ki ki verseit. A modern kor legnagyobb prózaírója Slobodan Berberski. Ő szerb(-horvát) nyelven ír, követői azonban leginkább már cigányul írnak, és cigány-szerbhorvát kiadásban adják ki őket. Cigány és szerbhorvát nyelven jelennek meg a makedóniai roma költők versei is, bár nehéz elképzelni, hogy verseiknek a cigány és szerbhorvát változata mellett ne létezne makedón nyelvű interpretációja is. Feltétlenül szólni kell Rajko Djurić munkásságáról. Ő nem csak alkot, hanem hivatásszerűen kutatja és rendszerezi a nemzetközi roma irodalmat, a roma PEN klub elnöki tisztét is betölti. A legfontosabb költők, novellisták között kell említeni Jovan Nikolić, Rasim Sejdić, Seladin Saliesori, Predrag Jovičić és Ali Krasnić nevét. A felsorolás azonban messze nem teljes. Az egyik legjelentősebb antológiában több mint harminc alkotó jelent meg, és rengeteg olyan költőről van tudomásunk, akiket sohasem adtak ki, verseiket írógéppel gépelve terjesztették, alkalmi rendezvényeken szavalták. A nyelvi problematikát tovább bonyolítja, hogy a délszláv háború óta többen nyugatra emigráltak, és műveik immár az ottani nyelveken jelennek meg.
- Szlovák nyelvű cigány irodalom

A legtermékenyebb költő Dezider Banga cigányul és szlovákul is alkot. Elena Lacková a versek mellett meséket és drámákat, Terá Fabianová pedig novellákat ír. Említésre érdemes még Ondrej Pešta költő neve.
- Ukrán nyelv

Ukrán nyelven nem alakult ki autochton roma irodalom, de meg kell említeni Ilko Mazur nevét, aki néhány verset írt cigány nyelven, valamint az indiai Rabindranáth Tagore verseit fordította bengáliból ukrán nyelvre.

### Különleges nyelvek
A cigány irodalommal kapcsolatban három, különböző okok miatt speciális nyelv is fel szokott merülni, a káló, a jénis és a beás.
- A káló nyelvek beszélői cigányok, de nyelvük már nem a cigány, hanem egy keverék nyelv, mely a spanyol, a baszk, a katalán vagy a portugál nyelvek valamelyikéből és a romani nyelvből alakult ki. (Lásd: para-romani →cigány nyelv.) Mindazonáltal ez is kisebbségi nyelv, így a más nyelvű cigány irodalmak kettős kötődése a káló nyelvű alkotásokra nem igaz. A káló nyelvű alkotások, mint roma alkotók művei a nemzetközi cigány irodalom részét képezik.
- A jénisek (fr.: yéniche, ném.: jenische) a vándorcigányokéhoz hasonló életet élnek. Sem ők magukat nem vallják cigánynak, sem a cigányok nem tekintik őket annak, bár a környezetük sokszor nem tesz különbséget köztük. A nyelvükben sok a romani jövevényszó, de a két nyelv kapcsolata tisztázatlan. (Lásd: non-romani →cigány nyelv.) Néhány ismert alkotójukat inkább egyfajta hagyomány alapján szokás a cigány irodalomhoz besorolni.
- A beások eredetileg egy archaikus román dialektust beszélnek, de nyelvük már teljesen eltávolodott a mai román irodalmi és köznyelvtől. Magyarországi csoportjuknak megszületett a saját írásbelisége is. Sok népdal és népmese lejegyzésre került, valamint lefordították a magyar irodalom több alkotását is beás nyelvre. Mindazonáltal beás nyelvű szépirodalom jelenleg nem létezik, alkotóik magyarul írnak és így a magyar nyelvű cigány irodalomhoz tartoznak. Az egyetlen ismert beás nyelvű műköltészeti alkotás a beás himnusz szövege.

## A cigány irodalom határterületei
A cigány irodalom vizsgálata – a kialakult gyakorlat alapján – általában további három területre is kitekintéssel van.

### A roma népköltészet
A cigányság gazdag, és a mai napig élő folklórral rendelkezik. Ez különösen a balkáni és kárpát-medencei területekre igaz, ahol az európai cigányság legnagyobb hányada él. A kialakult gyakorlat alapján – egyes más nyelvekkel ellentétben – a népi szövegalkotásokat (népdalokat, balladákat, népmeséket) nem szokás a szűkebben vett cigány irodalmi kánon részeként értelmezni, hanem mint egy önálló szövegkorpuszt, külön egységnek tekintik. A népköltészet-műköltészet elkülönülése a cigányság esetében összefügg a szóbeliség-írásbeliség eltérő közösségi funkcióival.
Mindezek mellett a cigány műirodalomnak határozott kapcsolata van a népdalok, népmesék világával. A folklórkincs hatással van nem csak a cigány írók témaválasztására, de a stílusjegyekre, a költői eszközök használatára is. Tipikus példa erre Mateo Maximoff Les Ursitory (Párkák) című regénye, melyben nem csak a cigány népi hitvilágból választja a témát, de több népmesei motívummal és eszközzel is él.
A műköltészet időnként funkciójában is összemosódik a népköltészettel. Nem ritka, hogy egy ünnepi alkalomra rögtönzött vers, vagy egy szórakoztató frappáns történet eleinte csak szóban terjed és csak később kerül lejegyzésre.
A cigány népköltészet és műköltészet összefonódásának jelképes alakja lehetne Adam Tikno (1875-1948?), akinek kalandos élete volt, de nem igazolható, hogy ténylegesen létező személy volt-e, vagy csak a legendák szülötte. Néhány állítólagos verse francia fordításban maradt fenn.

### A világirodalom cigány fordításai
A világirodalom alkotásainak cigány nyelvű fordításai természetesen nem képezik a cigány irodalom részét, azonban a cigány irodalom tárgyalásakor ki szoktak rájuk is térni. Egyrészt azért, mert a fordítók a cigány nyelven alkotó költők és írók közül kerülnek ki, és ez a tevékenységük is életművük szerves részét képezi. Másrészt a fordítások ismertetése és meghivatkozása látványos cáfolata azon – tudományos körökben is fellelhető – téves nézeteknek, melyek szerint a cigány nyelv alkalmatlan lenne bármiféle magasabb szintű irodalmi teljesítményre.

### Cigányábrázolások a világirodalomban
A cigánykutatások kezdetétől máig létező jelenség a világirodalom cigány tárgyú alkotásainak vizsgálata. A „cigányság irodalmi ábrázolása” mint téma azonban nem csak a tudományos életben, hanem szélesebb körben is jelen van: a közelmúltban is adtak ki ilyen tematikájú antológiákat mint a középiskolai oktatásnak szánt szöveggyűjteményeket. Mindezek mellett azonban a más irodalmak cigányság-ábrázolásai természetesen nem képezik részét a cigány irodalomnak. Erre a roma alkotók időről időre szükségesnek érzik külön is felhívni a figyelmet.

## A cigány irodalom jellemzői
- A roma kultúra hagyományosan orális kultúra, így az írásbeliségnek – és ezen belül a szépirodalomnak – más a szerepe mint az egyéb kultúrákban.
- A kisebbségi létből fakadóan a cigány írásbeliség fórumai – különböző történelmi, társadalmi és politikai okok miatt – nem alakulhattak ki a szükséges mértékben. Ez kétségkívül kedvezőtlenül hat a cigány irodalomra.
- A cigány költők és írók általában más kulturális tevékenységet is folytatnak. Mateo Maximoff evangélikus lelkész, Evens-Romany a BBC roma adásának szerkesztője volt, Bari Károly folklorista, emellett festő, Olimpio Cari és Sandra Jayat szintén festenek. Utóbbi roma kulturális fesztiválokat is szervez, akárcsak Santino Spinelli, aki a költészet mellett zenél is, és a felsorolás folytatható. A roma írók sokrétű tevékenységéből adódik, hogy a cigány irodalomnak szoros a kapcsolata a roma kulturális élet egyéb területeivel, és ezen belül a cigány társművészetekkel.
- A roma irodalom nagy műfaji gazdagságot mutat. A népköltészettel rokonságot mutató versek, verses mesék, mesenovellák és meseregények mellett megjelenik a szociografikus szemléletű próza is; valamint a dráma, zenés színdarab, filmforgatókönyv, sőt az opera és oratórium műfajában is születnek alkotások.
- A cigány irodalom – többnyelvűségéből adódóan – egyszerre több módon is kapcsolódik a világirodalmi áramlatokhoz; ugyanakkor a cigány nyelv használata, a cigány folklórral és a roma társművészeteivel való szoros kapcsolódása miatt autonóm, önálló egységet képez.

## Jelentősebb antológiák
- Az idő szekerén Cigány írók antológiája. Elbeszélések.
Szerkesztette: Nagy Gusztáv Magyar nyelven. Budapest, 1998. 
Alkotók:Szécsi Magda, Ruva Farkas Pál, Szepesi József, Orsós Jakab, Choli Daróczi József, Osztojkán Béla, Lakatos Menyhért, Rácz Lajos, Rostás-Farkas György, Nagy Gusztáv
- Bi Kheresko bi Limoresko. Utan Hus utan grav. Romska Sånger och Dikter. Romane poeme thaj gilja (Ház nélkül, sír nélkül. Cigány dalok és versek.) 
 Szerkesztette: Gunilla Lundgren Cigány és svéd nyelven. Stockholm 2002. 
Alkotók: Balogh József, Dezider Banga, Bari Károly, Jorge Bernal, Mihalj Berta, Hans Calderas, Monica Caldaras, Choli Daróczi József, Rajko Djurić, Marina Dolgiras, Ros-Mari Tan Jancovich, Tera Fabianová, Malik Faltin-Frederiksson, Dimiter Golemanov, Ian Hancock, Nadia Hava-Robbins, Baki Hasan, Jonny Ivanovitch, Žarko Jovanović, Erland Kaldaras, Valdemar Kalinin, Dragan Kuzhicov, Stefano Kuzhicov, Gregory Dufunia Kwiek, Masio Kwiek, Leif Larsen, Ramela Limaovska & Anita Selmanović, Leksa Manuš, Matéo Maximoff, Mariella Mehr, Ruña Nikoli-Lakatos, Ivan Nikolizsson, Diana Nyman, M & M Osmani, Papusza, Margita Reiznerová, Jasmine og Birger Rosengren, Katarina Taikon, Nadja Taikon, Rosa Taikon, Jaqueline Tan-Jonsson, Sandra Tan-Mercowich, Sterna Weltz-Ziegler
- Das Buch der Ränder Roma-Lyrik aus Ungarn. (Magyarországi roma költészet.)
Szerkesztette: Andrea Gyurkó és Kovács József Hontalan Cigány és német nyelven. Klagenfurt, 1999. 
Fordította magyarról németre: Gyurkó Andrea, magyarról cigányra Bihari Endre és Choli Daróczi József
Alkotók: Choli Daróczi József, Horváth Gyula, Kalányos Mónika, Kovács József Hontalan, Nagy Gusztáv, Nagy József, Rigó József, Szolnoki Csanya Zsolt
- Fekete korall I. Verses antológia.
Válogatta:Choli Daróczi József. Magyar nyelven. Budapest, 1981. 
Alkotók: Balogh Attila, Burai Katalin, Choli Daróczi József, Kovács József, Lojkó Lakatos József, Osztojkán Béla, Szepesi József
- Fekete korall II. Antológia
Szerkesztette: Choli Daróczi József. Magyar nyelven. Budapest, 1998. 
Alkotók: Choli Daróczi József, Nagy Gusztáv, Péli Tamás, Lakatos Menyhért, Szécsi Magda, Horváth Gyula, Kovács József Hontalan, Osztojkán Béla, Balogh Attila, Szepesi József, Bari Károly, Szolnoki Csanya Zsolt, Glonczi Ernő, Jónás Tamás, Rigó József, Holdosi József, Balogh Gyula
- Jaga. Vatre. XI. smotra kulturnih dostignuća Roma SR Srbije. ("Tüzek". A Szerb Szocialista Köztársaság XI. Roma Kulturális szemléje. Antológia, versek, rajzok, fotók)
 Cigány és szerbhorvát nyelven. Leskovac, 1984. 
 A szerkesztő bizottság tagjai: Sait Balić, Rajko Đurić, Tomislav N. Cvetković, Hilmi Jašari, Mehmet Saćip, Alija Krasnići, Kadrija Šainović , Džafer Šabanović
- Madarak aranyhegedűn. Európai cigány költők és írók művei. 
Válogatta és szerkesztette: Bari Károly. Magyar és részben cigány nyelven. Budapest 1996. 
Alkotók: Balázs János, Balogh Attila, Choli Daróczi József, Holdosi József, Orsós Jakab, Osztojkán Béla, Szécsi Magda, Ábrahám János, Dezider Banga, Luminitza Mihai Cioba, Vaszil Csaprazov, Rajko Djuric, Dido Ernst, Eli Frankham, Philomena Franz, Jevad Veliaqoro Gasi, Nicolas Jiménez Gonzáles, Grófo, Daniela Hivesova-Silanova, Szali Ibrahim, Sandra Jayat, Ilija Jovanović, Uszin Kerim, Ali Krasnici, Ronald Lee, Tatjána Lehenová, Mariella Mehr, Matèo Maximoff, Jovan Nikolić, Tom Odley, Bronislawa Wajs Papusa, Susan Parker, Katarina Patocková, Dalibor Polonszkij, Ravasz József, Mile Saimir, Ray Smith, Santino Spinelli, Ceija Stojka, Josie Townley, Varga György
- Poezija rromani: antologija e rromane poezijaći ani Jugoslavija. Poezija romska: antologija romske poezije u Jugoslaviji. (Roma költészet. A jugoszláviai roma költészet antológiája.)
 Szerkesztette: Alija Krasnići és Mehmed Saćip; illusztrálta Blagoje Musić. Cigány és szerb nyelven. Niš, 1999.
Alkotók: Rajko Djurić, Slobodan Berberski, Jovan Nikolić, Bajram Haliti, Trifun Dimić, Saitović-Lukin Baja, Ruzdija-Ruso Sejdović, Desanka Arandjelović, Zvezdala Lazić Sandra S., Kadrija Sainočić-Lika, Dane S., Gordana Djurić, Demiran Iljazović, Osman Berisa , Duna Bakić, Dževat Gashi, Ljuan Koka, Miroslav Mihajlovi, Dragica Kalderaš, Hilmi Jašari, Feta Arifi, Ferida Jašarević, Ibrahim Osmani, Džafer Šabanovic, Ismet Jašarević, Djemalj Živoli, Izeta Sejdović, Dragi Mahmutović, Zoran Šabanović, Dževdet Hamza, Agron Osmani, Agim Saiti, Kujtim Paqaku, Slavimir Demirović.
- Romane krle. Voci zingare. (Cigány hangok. Olaszországban élő egykori jugoszláviai romák antológiája.)
 Szerkesztették: Silvio Bello és Fadil Čizmić. Olasz nyelven. Róma, 1992. 
 Alkotók: Čizmić Fadil, Čizmić Fikret, Čizmić Kasim, Čizmić Odisei, Sejdić Medo, Sejdić Rasim, Sejdić Safet, Converso Massimo, Soravia Giulio, Mordenti Adriano
- Romane poetongi antologia. Antology of Gypsy Poets. Cigány költők versei.
 Válogatta és összeállította: Choli Daróczi József, szerkesztette Kovács József Hontalan és Nagy Gusztáv. 
Illusztrálta: Péli Tamás, Szentandrássy István és Gyügyi Ödön. Cigány, angol és magyar nyelven. Budapest, 1995. 
 Alkotók: Dezider Banga, Petre Copoiu, Demeter István, Romka Demeter, Rajko Djurich, Dragana Stefanovich, Tomislav Dretar, Shtefan Rom Gurbat, Shaban Ilias, Sandra Jayat, Sergej Jermoskin, Emilie Machálková–Holomková, Mateo Maximoff, Lekhsa Manush, Jovan Nikolich, Raffy Lajos, Santino Spinelli, Carmen State, Nina Vinkova
- Romano kalendari 2001. Roma kincses kalendárium 2001. Kalendárium, események, közmondások, imák, versek, próza, fordítások, tanulmányok. 
Válogatta: Nagy Gusztáv és Choli Daróczi József; szerkesztette Mezey Katalin. Magyar és részben cigány nyelven Budapest, 2001. 
Illusztrálták: Bada Márta, Balázs János, Fenyvesi József, Gyügyi Ödön, Horváth József, Oláh József, Oláh Jolán, Orsós Teréz, Péli Ildikó, Péli Tamás, Szentandrássy István, Szécsi Magda, Vári Zsolt 
Alkotók és fordítók: Nagy Gusztáv, Balázs János, Balogh Gyula, Balogh Béla, Ruva Farkas Pál, Choli Daróczi József, Balogh Attila, Csemer Géza, Glonczi Ernő, Holdosi József, Jónás Tamás, Kovács József Hontalan, Orsós Jakab, Horváth Gyula, Kalányos Mónika, Lakatos Menyhért, Osztojkán Béla, Péli Tamás, Rigó József, Szécsi Magda, Szolnoki Csanya Zsolt, Rácz Lajos, Rostás-Farkas György, Szepesi József, Bari Károly

## Roma tematikájú összefoglaló szócikkek
- Cigányok
- Cigány képzőművészet
- Cigány népcsoportok
- Cigány nyelv
- Cigány nemzeti jelképek
- Cigány ünnepek